# Fila (firma)

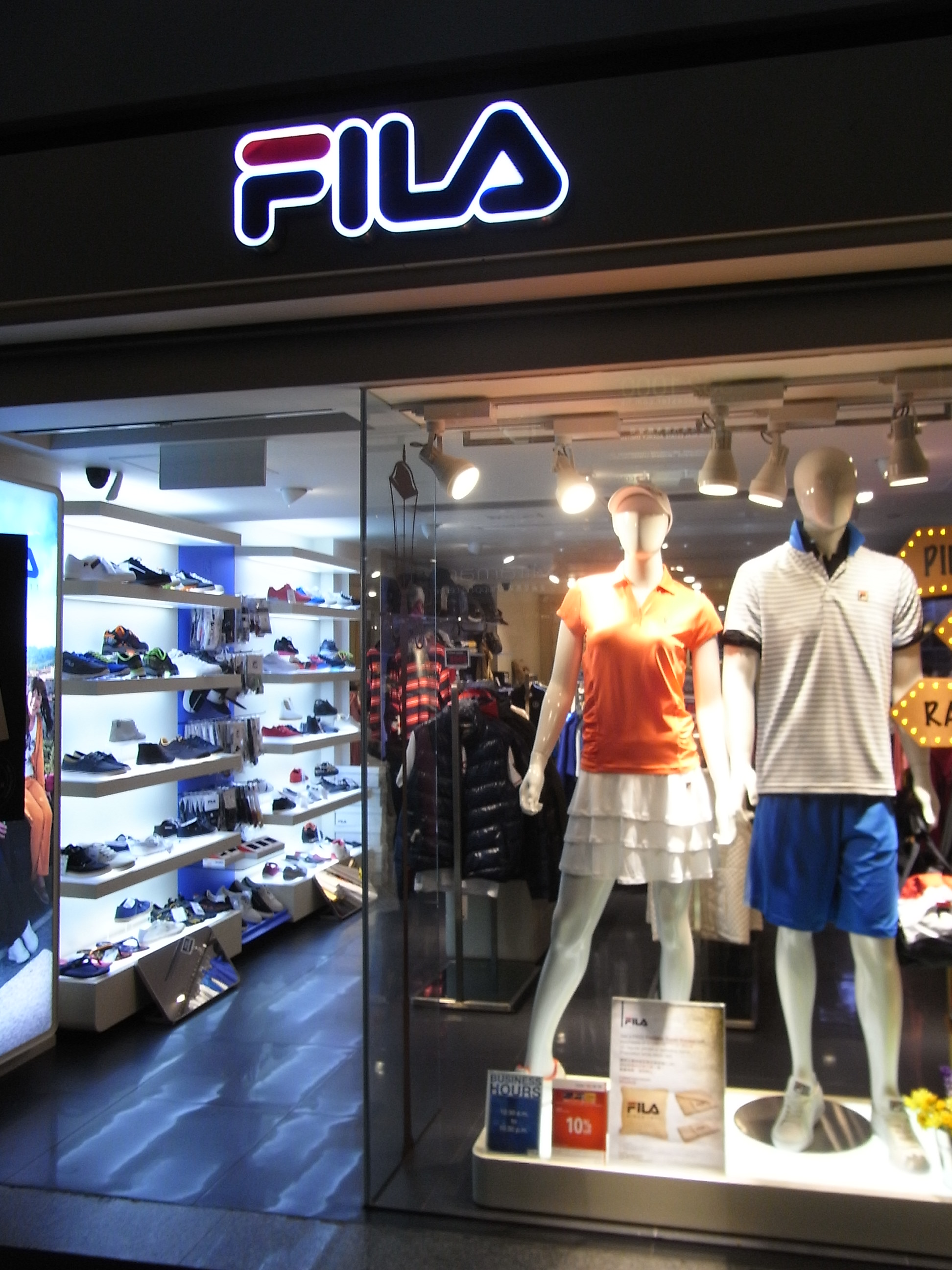
Obchod Fila v Hongkongu.

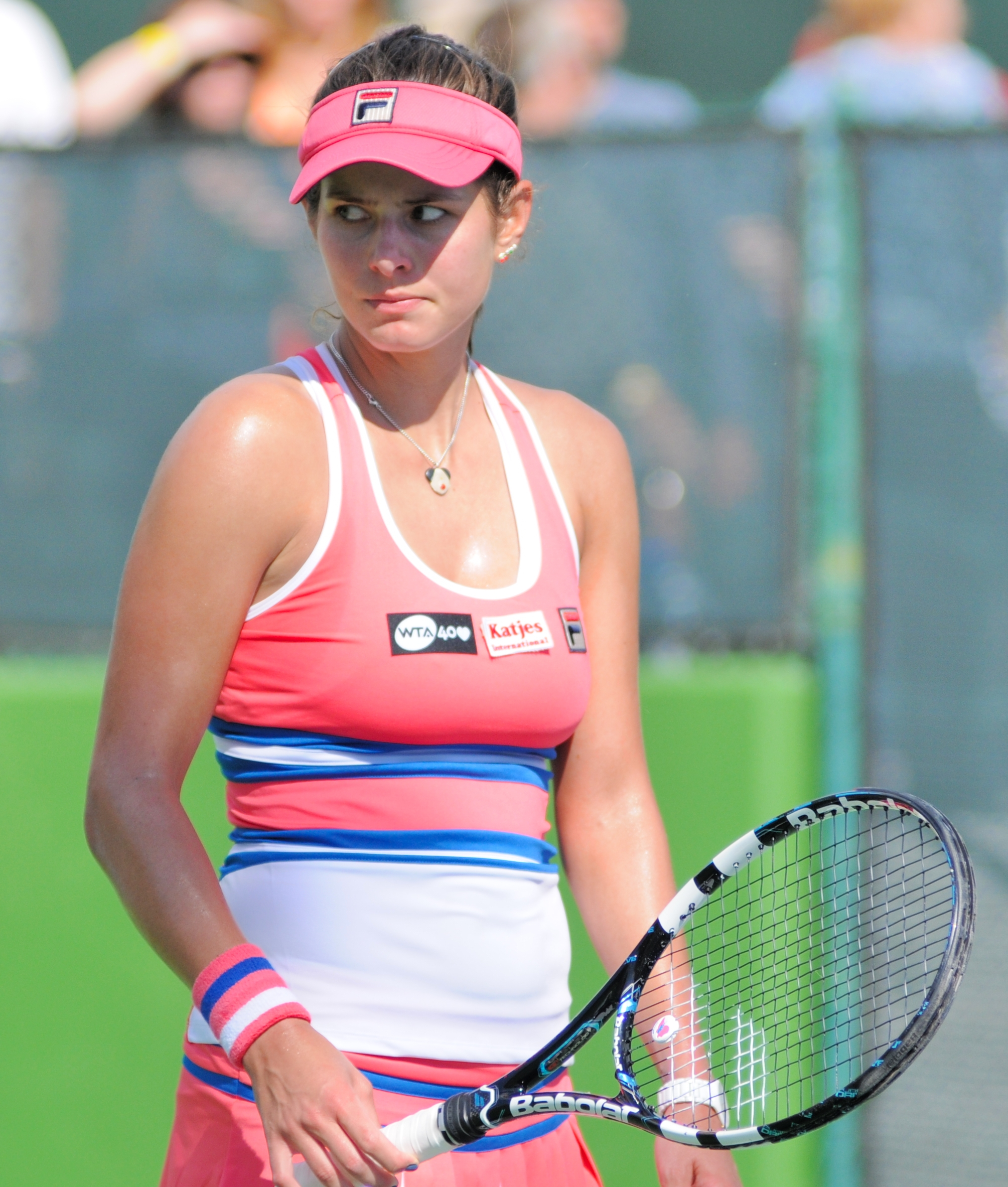
Německá tenistka Julia Görgesová v oblečení Fila a s raketou značky Babolat.

Fila je původně italská společnost vyrábějící sportovní oblečení a obuv. Firma byla založena roku 1911 v Itálii. Společnost koupil v roce 2007 Yoon Yoon-su, který je současným předsedou. V čele s generálním ředitelem Yoonem Keun-changem je Fila vlastněna a provozována v jihokorejském městě Soul a má kanceláře v 11 zemích po celém světě. Je dceřinou společností Fila Korea.

## Historie
Roku 1911 otevřeli bratři Filové v Coggiole v provincii Biella v Itálii obchod s mužským a ženským spodním prádlem. Záměrem byla výroba textilu pro místní obyvatele. V roce 1923 byla v Bielle otevřena firemní textilní továrna, firma expandovala a začala dodávat oblečení po celé Itálii. Roku 1968 přijal Giansevero Fila do pozice generálního manažera Enrica Fracheyho, kterému se podařilo společnost přetvořit na celosvětovou sportovní značku. V roce 1972 společnost zaměstnávala 250 zaměstnanců a tržby překonaly hranici 1 miliardy lir. Sergio Privitera vytvořil dodnes známé modré logo firmy s červeným hřebenem písmene F. Schopnost inovace firmě zajišťovala přední místo na trhu sportovního oblečení a obuvi, její výrobky používali nejlepší světoví sportovci jako např. tenisté Adriano Panatta, Björn Borg, horolezec Reinhold Messner, lyžaři Ingemar Stenmark, Alberto Tomba a další.
V roce 2003 prodal Holding di Partecipazioni Industriali SpA firmu americkému hedgingovému fondu Cerberus Capital Management za 351 milionů amerických dolarů. Cerberus Capital Management vlastnil Filu prostřednictvím své filiálky Sport Brands International LLC, která operovala s veškerými transakcemi firmy ve světě s výjimkou Fila Korea, která používala značku díky licenci. V lednu 2007 Fila Korea odkoupila od Sport Brands International veškeré pobočky Fila, což z ní učinilo největšího výrobce sportovního oblečení v Jižní Koreji.
V květnu 2011 Fila Korea Ltd. koupila za 1,23 miliardy amerických dolarů od Fortune Brands Inc (výrobce alkoholických nápojů) společnost Acushnet Company, jejíž značky (např. Titleist, FootJoy, Scotty Cameron, Knight) vyrábějí golfové potřeby.